# 下平さやか
下平 さやか（しもひら さやか、1973年2月12日 - ）は、テレビ朝日のエグゼクティブアナウンサー。

## 来歴
両親はフジテレビに勤めていた。カリタス女子中学校・高等学校、早稲田大学法学部卒業。
1995年、アナウンサーとしてテレビ朝日に入社。1996年から2000年まで『ミュージックステーション』でサブ司会を担当した。2007年、『やじうまプラス』に女性として初のメインキャスターに就任する。一時期、報道局社会部記者の記者職を務めていた（アナウンス部と兼任）。現在の役職は担当部長。
2020年3月16日、ナレーションを担当している『じゅん散歩』にて、高田純次が東京駅周辺の散歩中に夫の長野久義が車で登場。番組上での夫婦共演となった。

## 家族など
2015年3月29日、11歳年下（学齢は12年下）の長野久義（読売ジャイアンツ外野手）との結婚を発表した。

## 現在の出演番組
- じゅん散歩（2015年9月28日 - 、ナレーション）
- サンデーLIVE!!（2020年10月4日 - 、ニュース担当）
- ANNニュース（2020年10月4日 - 、日曜昼）
- 朝まで生テレビ!（2021年4月30日 - 、司会）
- 電脳ワールドワイ動ショー → 楽しく学ぶ!世界動画ニュース（2022年4月2日 - 、進行)

## 過去の出演番組
- Qさま!!（プレッシャースタディー解答者）
- News Access（BS朝日）
- テレ朝チャンネルニュース（CSテレ朝チャンネル）
- 全国高校野球選手権大会中継（朝日放送、1995年、アルプススタンドリポーター）
- やじうま6（天気予報）（1995年10月2日 - 1996年3月29日）
- トゥナイト2（1995年10月 - 1999年3月）
- ミュージックステーション（1996年4月5日 - 2000年3月31日、2023年9月8日（鈴木新彩アナの代理MC）サブ司会）
- ビートたけしのD-1グランプリ（1997年 - 1998年、不定期特番。司会進行）
- 禁断!ハダカの王様（1998年10月12日 - 1999年3月8日）
- わらいのじかん（1999年10月 - 2000年3月、一部コーナーサブ司会）
- スーパーモーニング（2000年4月3日 - 2002年3月29日、MC）
- 内村プロデュース（2000年5月 - 8月、アシスタント）
- サタデー総合研究所（2002年10月 - 2003年9月、関東ローカル）
- ガッツ石松のこれさえ見ればOK牧場（番宣番組、2004年3月6日 - 2006年4月22日）
- サタデースクランブル（2006年4月1日 - 2007年3月31日、MC）
- スーパーJチャンネル
- パネルクイズ アタック25（朝日放送、2008年1月6日放送、女性アナウンサー大会にて松尾由美子と共に解答者として出場し優勝、海外旅行を獲得）
- easy sports（2009年2月5日、ランナーとして出演。テレビ朝日から六本木ヒルズ周辺を走る）
- 勉強してきましたクイズ ガリベン（2008年1月以降）
- やじうまプラス（2007年4月2日 - 2010年3月26日）
- ANN報道特別番組 東日本大震災の第一報（2011年3月11日）
- にほん風景遺産（BS朝日、2011年4月 - 2013年3月、ナレーション）
- 報道発ドキュメンタリ宣言（2010年春 - 2011年9月24日、ナレーション）
- サンデースクランブル（2011年10月2日 - 2016年3月27日、MC）
- スマートラウンジ（BS朝日、2011年4月8日 - 2012年3月30日、MC）
- いま日本は（BS朝日、2013年10月12日 - 2014年9月27日、進行）
- ニュースの深層（朝日ニュースター）
- Live Nippon（BS朝日、2014年10月4日 - 2015年3月21日）
- ワイド!スクランブル（2016年4月4日 - 2019年3月29日、ニュース担当） - 大下容子が不在の場合、降板後の代役MCとして担当することもある。
- ザ・インタビュー〜トップランナーの肖像〜（BS朝日、2017年10月7日 - 2018年6月30日、インタビュアー）
- みのもんたのよるバズ!（AbemaTV、2016年4月23日 - 2019年6月29日、MC）
- アベマ倍速ニュース（2019年10月11日 - 2020年4月9日、AbemaTV） - 2020年3月まで金曜日担当、以降木曜日担当[6]
- 激レアさんを連れてきた。（2023年12月11日、テレビ朝日） - MCの弘中綾香が10月23日の放送をもって産休入りしたため、代役7人目としてこの日に登場[7]。

## 映画
- クレヨンしんちゃん ちょー嵐を呼ぶ 金矛の勇者（2008年、アナウンサー役〈声の出演〉）
- トリック劇場版 ラストステージ（2014年1月11日、東宝）

## 同期入社
- 高橋真紀子（現：コンテンツビジネス局契約著作権部)
- 西脇亨輔（現：法務部）